# Auster-Gletscher
Der Auster-Gletscher ist ein 3 km breiter Gletscher im ostantarktischen Enderbyland. Er fließt in nordwestlicher Richtung in den südöstlichen Ausläufer der Amundsenbucht.
Teilnehmer einer vom deutsch-australischen Geologen Peter Wolfgang Israel Crohn (1925–2015) geleiteten Unternehmung im Rahmen der Australian National Antarctic Research Expeditions sichteten den Gletscher erstmals im Oktober 1956. Namensgeber ist ein Flugzeug des britischen Herstellers Auster Aircraft, das für die Erkundung der Küste im Zielgebiet der Forschungsreise zum Einsatz kam.